# Yeah (Pitura Freska)
Yeah è il quarto album in studio dei Pitura Freska, pubblicato nel 1995.

## Descrizione
La copertina dell'album rappresenta un pacchetto di sigarette: per questo i Pitura Freska finirono sotto accusa per violazione della legge che proibisce di pubblicizzare le sigarette; accusa tanto più giustificata da canzoni come Olanda, che chiedono la legalizzazione delle droghe leggere.

## Tracce
1. Indiani – 5:13
2. Olanda – 4:05
3. Sbarbo maedeto – 4:30
4. Canbiarà – 4:24
5. Pochi ma boni – 3:42
6. Co i tenpi che core – 3:52
7. Primo incontro – 4:27
8. Afarista – 3:32
9. Cueo dabasso – 4:14
10. Fiaba borghese – 4:19
11. Parti – 3:32

Durata totale: 45:50

## Formazione
Gruppo
- Sir Oliver Skardy: voce
- Cristiano Verardo: chitarra
- Francesco Duse: chitarra
- Marco Forieri: sax
- Valerio Silvestri: tromba

Altri musicisti
- Giovanni Boscariol: tastiera